# Кеоуодом Лим
Кеоуодом Лим (романизовано са кмер. Keouodom Lim; Пном Пен, 12. април 1993) камбоџански је пливач чија специјалност су трке делфин стилом.

## Спортска каријера
Лим је представљао Камбоџу на светском првенству у корејском Квангџуу 2019. где је учествовао у квалификацијама на 50 делфин (72. место) и 100 делфин (74. место).